# Ao Chi Hong

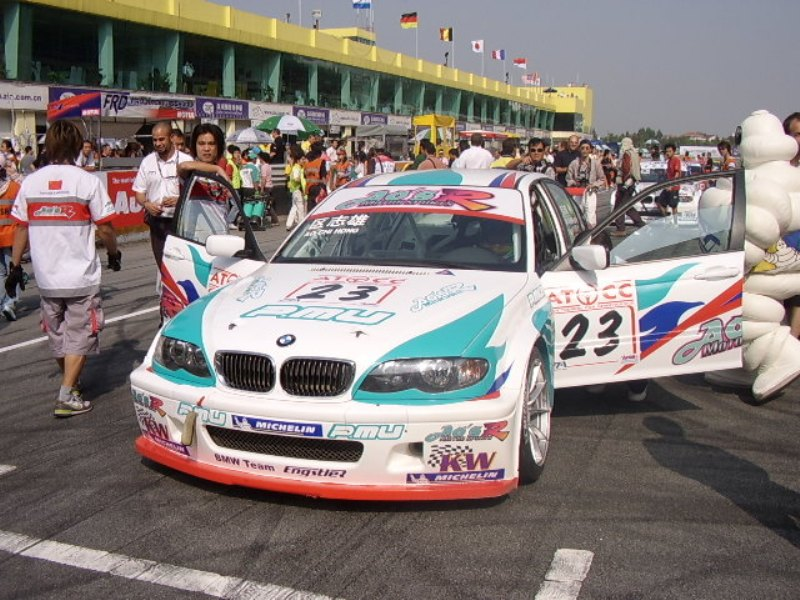
Ao Chi Hong op de grid in zijn BMW op het Zhuhai International Circuit in 2005.

Ao Chi Hong (Chinees: 區志雄, Macau, 30 oktober 1960) is een Macaus autocoureur.

## Carrière
Ao nam tussen 2002 en 2008 deel aan het Asian Touring Car Championship, waarin hij één overwinning behaalde en als derde eindigde in 2002, 2003 en 2004.
Ao nam deel aan zijn thuisrace op het Circuito da Guia in het World Touring Car Championship in 2005 voor zijn eigen Ao's Racing Team in een BMW 320i, maar crashte in de kwalificatie en kon niet deelnemen aan de races. In 2006 nam hij opnieuw deel aan zijn thuisrace en eindigde in de eerste race als negentiende, terwijl hij in de tweede race niet aan de finish kwam. Ook in 2007 schreef hij zich in, maar zijn auto kwam niet door de technische keuring en hij startte opnieuw de races niet.